# Mihael Lendovšek
Mihael Lendovšek, urednik, pisatelj in kaplan, * 15. avgust 1844, Rogatec, † 22. marec 1920, Makole.

## Življenje
Oče je bil tesar, z usmeritvijo v prodajo dobro zaslužil, pa vse izgubil in zopet z delom preživljal družino. Lendovšek je v Rogatcu obiskoval osnovno šolo, na celjski glavni šoli pa opravil izpit za gimnazijo. To je obiskoval v Celju, pozneje pa bogoslužje v Mariboru. V letih 1870–1872 je bil kaplan v Slovenskih Konjicah,1872–1878 kaplan in učitelj verouka na nižji gimnaziji na Ptuju, 1878–1883 župnik na Ptuju, od 1883 do smrti pa župnik v Makolah.

## Delo
Že kot dijak se je zanimal za slovenščino, kar je bil vpliv opata Matije Voduška in učitelja verouka Ivana Krušiča. V višji gimnaziji je pisal pesmi, ki jih je v zapuščini šest zvezkov. Po vsebini so večinoma rodoljubne in ljubezenske, opazno je zgledovanje po Prešernu. V poznejših letih je Lendovšek opustil pisanje pesmi. Izšle so 3 latinske Marijine pesmi po vzorcu srednjeveških, objavljene v Vzajemnosti pod psevdonimom Mijo Lendov leta 1918. Iz gimnazijskih let je ostalo več poskusov dramskega pisanja, trije so natisnjeni.
Kot gimnazijec je imel idejo za zasnovo južnoslovanskega ali vsaj slovenskega pesniškega zbornika z naslovom Jugoslovanski oz. Slovenski slavulj. Ta načrt je poskusil izvesti leta 1878. Zbornik naj bi izhajal štirikrat letno. K sodelovanju je pozval 50 pesnikov in pisateljev; dobra polovica se je odzvala, a so prispevki prihajali zelo počasi. Pomoč pri urejanju sta ponudila Vatroslav Holc in Josip Cimperman, vendar so zaradi pomanjkanja gradiva projekt leta 1879 opustili. 
Kot ptujski kaplan je izdajal Slomškove spise. Ob stoletnici Slomškovega rojstva je sestavil dramatične prizore Slomškovo rojstvo in bil med prireditelji slavnosti na Ponkvi. Hkrati s prvimi knjigami Slomškovih spisov je za natis uredil Orožnove spise. Med letoma 1880 in 1882 je pripravljal izdajo kajkavske pesnitve Nebeški pastir pogubljenu ovco iše kapucina Gregorija Maljevca in zbiral gradivo za pesnikov življenjepis, a je delo zaradi selitve v Makole prekinil. Za krepitev verskega življenja v župniji je leta 1886 izdal knjižici Presveti Marijini rožni venec ter Nauki in molitve. V Konjicah je predaval v katoliškem političnem društvu, na Ptuju vodil čitalniške gledališke predstave. V Makolah je 1884 ustanovil posojilnico in 1900 kmetijsko zadrugo. V letih 1896–1902 je v štajerskem deželnem zboru zastopal volilni okraj Maribor - Sv. Lenart - Slovenska Bistrica. Knjižica Divina maiestas verbi incarnati je posledica njegovih teoloških in biblijskih študij. Zadnjih 15 let življenja se je ukvarjal z eshatološkimi vprašanji.